# Tetramesa stipae
Tetramesa stipae är en stekelart som först beskrevs av De Stefani 1901.  Tetramesa stipae ingår i släktet Tetramesa och familjen kragglanssteklar. Inga underarter finns listade i Catalogue of Life.